# Bastad
Bastad (del sueco: Båstads kommun) es un municipio sueco de la provincia de Escania.
En esta ciudad se celebra anualmente el Torneo de Bastad de tenis, que forma parte del ATP World Tour 250.

## División administrativa
Hasta 2016 el municipio, para la presentación de informes poblacionales, se dividió en:
- Båstad-Östra Karups församling
- Förslöv-Grevie församling
- Torekovs församling
- Västra Karup-Hovs församling

A partir del mismo año el municipio se dividió en los distritos:
- Båstad
- Förslöv
- Grevie
- Hov
- Torekov
- Västra Karup
- Östra Karup